# Dag Malmberg (konstnär)
Dag Einasson Malmberg, född 27 februari 1943, är en svensk målare, scenograf och skulptör.
Dag Malmberg studerade filosofi på Stockholms universitet 1963, och började hösten 1964 på Pernbys målarskola i Stockholm. Han utbildade sig därefter i teckning och målning på Kungl. Konsthögskolan i Stockholm 1967–1973 för bland andra Bror Marklund. Han var ordförande i Konstnärernas riksorganisation 1974–1981.

## Offentlig konst i urval
- Sandkilen, lekskulptur i furu och natursten, Älta gårds förskola i Nacka kommun (tillsammans med Percy Andersson och Bo Thorén)
- Hundländaren, 1990, lekskulptur i Tidaholmsparken i Hammarbyhöjden i Stockholm (tillsammans med Percy Andersson och Bo Thorén)
- Utsikt från Valhall, träskulptur och målning, Järfälla, 1987
- Häst i aleträ, Kalmar Slott 1995
- Opp och hoppa Tor, 4 skulpturer i ek för Tors Väg, Norsborg, 1995
- Lilla Gubben, träskulptur för Vejens Kunstmuseum, Jylland, 2016